# Stalachtis meriana
Stalachtis meriana är en fjärilsart som beskrevs av Johann Friedrich von Eschscholtz 1821. Stalachtis meriana ingår i släktet Stalachtis och familjen juvelvingar. Inga underarter finns listade i Catalogue of Life.